# Virginia Ruano Pascual
Virginia Ruano Pascual, född 21 september 1973 i Madrid i Spanien, är en spansk högerhänt professionell tennisspelare med störst framgångar i dubbel.

## Tenniskarriären
Virginia Pascual blev proffs på WTA-touren i januari 1992. Hon vann 3 singel- och 43 dubbeltitlar på touren och ytterligare 4 singel- och 10 dubbeltitlar i ITF-turneringar. Som bäst var hon rankad som nummer 28 i singel (april 1999) och som nummer ett i dubbel (september 2003). Bland meriterna finns tio dubbeltitlar och en mixed dubbeltitel i Grand Slam-turneringar. Hon vann också dubbeltiteln i säsongsavslutande WTA Tour Championships 2003 tillsammans med flerfaldiga dubbelpartnern Paola Suárez från Argentina. Virginia Pascual spelade in motsvarande drygt sex miljoner amerikanska dollar i prispengar under sin karriär. 
Sin första Grand Slam-titel vann Pascual tillsammans med Paola Suarez i Franska öppna 2001, då paret i finalen slog Jelena Dokic/Conchita Martínez (6-2, 6-1). Paret vann ytterligare sju Grand Slam-titlar tillsammans, totalt fyra i Franska öppna, tre i US Open och en i Australiska öppna. Därtill vann Pascual två gånger i Frankrike med Anabel Medina Garrigues. Däremot har hon inte lyckats vinna Wimbledonmästerskapen trots tre finaler. Sin sista WTA-titel vann hon i Warszawa i maj 2010, där hon spelade med Meghann Shaughnessy. Hon har också vunnit dubbeltitlar med bland andra Conchita Martinez och Cara Black.
Sin GS-titel i mixed-dubbel vann Pascual 2001 tillsammans med landsmannen Tomas Carbonell i Franska öppna. 
Hon deltog i det spanska Fed Cup-laget 1992-97, 1999-2004 och 2006-08.

## Spelaren och personen
Virginia Pascual kommer från en idrottsintresserad familj, och hennes bror Juan Ramón arbetar som tennisproffs på en klubb i hemlandet. Hon är bosatt i födelsestaden Madrid. 
Åren 2002-2004 utnämndes hon och Paola Suárez tillsammans till årets WTA dubbelteam. År 2002 blev paret också utnämnt till ITF:s världsmästare i dubbel.  

## Grand Slam-titlar
- Australiska öppna
  - Dubbel – 2004 (med Paola Suárez)
- Franska öppna
  - Dubbel – 2001 (med Paola Suarez), 2002 (med Paola Suárez), 2004 (med Paola Suárez), 2005 (med Paola Suárez), 2008 (med Meghann Shaughnessy), 2009 (med Meghann Shaughnessy)
  - Mixed dubbel – 2001 (med Tomas Carbonell)
- US Open
  - Dubbel – 2002 (med Paola Suarez), 2003 (med Paola Suárez), 2004 (med Paola Suárez)

## Övriga WTA-titlar
- Singel
  - 1997 – Cardiff
  - 1998 – Budapest
  - 2003 – Tasjkent
- Dubbel
  - 1998 – Hobart, Budapest, Rom (alla med Paola Suárez)
  - 1999 – Madrid (med Paola Suárez)
  - 2000 – Hilton Head, Sopot (båda med Paola Suárez)
  - 2001 – Madrid (med Paola Suarez), Antwerpen (med Els Callens), Knokke-Heist (med Magui Serna)
  - 2002 – Bogotá, Acapulco, Rom, Montréal, Bahia (alla med Paola Suárez), Bali (med Cara Black)
  - 2003 – WTA Tour Championships, Charleston, Berlin, New Haven (alla med Paola Suárez)
  - 2004 – Indian Wells, Charleston, Luxembourg (alla med Paola Suárez)
  - 2005 – Dubai, Indian Wells (båda med Paola Suárez), Charleston, San Diego (båda med Conchita Martínez)
  - 2006 – Los Angeles, Beijing, Seoul (alla med Paola Suárez)
  - 2007 – Stockholm (med Anabel Medina Garrigues)
  - 2008 – Hobart, Portoroz (båda med Anabel Medina Garrigues)
  - 2010 – Warszawa (med Meghann Shaughnessy)